# Daniel Iversen
Daniel Iversen (født 19. juli 1997) er en dansk fodboldspiller (målmand), der spiller for Leicester City.

## Klubkarriere
Iversen startede sin fodboldkarriere i Gørding GLIF, hvor han spillede, inden han skiftede til Esbjerg fB.
Iversen skiftede fra Esbjerg FB til den engelske klub Leicester City F.C. i januar 2016. Han blev udlejet til Oldham Athletic i juli 2018, samme dag som han skrev under på en ny fireårig kontrakt med Leicester.
Han fik sin professionelle debut den første kampdag i 2018-19-sæsonen, da han startede inde i en kamp mod Milton Keynes Dons.
Han blev udlejet til Rotherham United i juli 2019.